# Copa LEN de waterpolo masculino
La LEN Euro Cup es la segunda competición europea para clubs masculinos de waterpolo. Es un torneo organizado por la Liga Europea de Natación (L.E.N.).
El torneo fue fundado en 1992 con el nombre de LEN Trophy y ha sido la tercera competición europea para clubs masculinos de waterpolo hasta la desaparición de la recopa de Europa en el 2003. Adoptó la denominación actual desde la temporada 2011-2012.
El campeón actual es el VK Jug Dubrovnik croata.

## Palmarés
- 2023/24:  VK Jug Dubrovnik
- 2022/23:  Vasas SC
- 2021/22:  CN Sabadell
- 2020/21:  Szolnoki VS
- 2019/20: Cancelado.
- 2018/19:  CN Marseille
- 2017/18:  Ferencváros TC
- 2016/17:  Ferencváros TC
- 2015/16:  AN Brescia
- 2014/15:  Circolo Nautico Posillipo
- 2013/14:  Spartak VSPU
- 2012/13:  Radnički Kragujevac
- 2011/12:  Rari Nantes Savona
- 2010/11:  Rari Nantes Savona
- 2009/10:  Vaterpolo Akademija Cattaro
- 2008/09:  Szeged VE
- 2007/08:  Shturm 2002 Chehov
- 2006/07:  Sintez Kazan
- 2005/06:  Brescia Leonessa Nuoto
- 2004/05:  Rari Nantes Savona
- 2003/04:  CN Barcelona
- 2002/03:  Brescia Leonessa Nuoto
- 2001/02:  Brescia Leonessa Nuoto
- 2000/01:  Mladost Zagreb
- 1999/00:  VK Jug Dubrovnik
- 1998/99:  Újpesti TE
- 1997/98:  Partizan Belgrado
- 1996/97:  Újpesti TE
- 1995/96:  Pallanuoto Pescara
- 1994/95:  CN Barcelona
- 1993/94:  AS Roma Racing Pallanuoto
- 1992/93:  Újpest TE

Fuente

### Palmarés por naciones
- Hasta la edición 2023-24 incluida.

| Pos. | Nación                              | Campeón | Finalista | Tot. finales |
| ---- | ----------------------------------- | ------- | --------- | ------------ |
| 1    | Italia                              | 10      | 11        | 21           |
| 2    | Hungría                             | 8       | 5         | 13           |
| 3    | Croacia                             | 3       | 4         | 7            |
| 4    | Rusia                               | 3       | 2         | 5            |
| 5    | España                              | 3       | 1         | 4            |
| 6    | RF Yugoslavia / Serbia y Montenegro | 1       | 1         | 2            |
| -    | Montenegro                          | 1       | 1         | 2            |
| 8    | Serbia                              | 1       | -         | 1            |
| 8    | Francia                             | 1       | -         | 1            |
| 9    | Grecia                              | -       | 4         | 4            |